# الغواصة الألمانية يو-702
غواصة يو-702 غواصة يو بوت ألمانية من غواصة الفئة السابعة سي بنيت لسلاح بحرية ألمانيا النازية كريغسمارينه، في أحواض سي. ستولكن سون خلال الحرب العالمية الثانية.

## التصميم
الغواصة طولها 67.10 م، وارتفاع 9.60 م، تم تشغيل الغواصة بواسطة محركي ديزل من طراز Germaniawerft F46 رباعي الدفع ولها ست أسطوانات بقوة تتراوح من 2800 إلى 3200 حصان ولها اثنان من المحركات اضافيين ذات المفعول المزدوج بقوة 750 حصان للاستخدام أثناء الغطس، لها عمودان ومراوح بطول 1.23 متر كما انها قادرة على العمل على الغطس لعمق يصل إلى 230 مترًا.
تبلغ أقصى سرعة للغواصة 17.7 عقدة (32.8 كم / ساعة ؛ 20.4 ميل في الساعة) وأقصى سرعة اثناء الغطس تبلغ 7.6 عقدة (14.1 كم / ساعة ؛ 8.7 ميل في الساعة). الغواصة مجهزة خمسة أنابيب طوربيد مقاس 53.3 سم (21 بوصة) (أربعة مثبتة في القوس وواحد في المؤخرة) ، وأربعة عشر طوربيدًا، ومدفعًا بحريًا طراز SK C / 35 مقاس 8.8 سم (3.46 بوصة)، و220 طلقة، و30 مدفع مضاد للطائرات. 

## تاريخ الخدمة
أعتمدت كسفينة تدريب من 3 سبتمبر 1941 حتى 28 فبراير 1942 ، الى ان انتقلت للخدمة الرسمية وقت الحرب في 21 مارس 1942.

## ملخص نتائج الخدمة
أبحرت من ميناء هامبورغ في رحلة لمدة يومين إلى سلسلة جزر هيليغولاند في 29 مارس، وبدأت مهمتها في بحر الشمال.
في 31 مارس 1942 ، تم ضربها بواسطة لغم وضعته الغواصة الفرنسية روبيس.